# Georgijevsk
Georgijevsk (rusky Георгиевск) je město v Stavropolském kraji v Ruské federaci. Při sčítání lidu v roce 2010 měl přes dvaasedmdesát tisíc obyvatel.

## Poloha a doprava
Georgijevsk leží na levém břehu Podkumoku, přítoku Kumy v úmoří Kaspického moře. Od Stavropolu, správního střediska kraje, je vzdálen přibližně 210 kilometrů jihovýchodně. Jiná města v okolí jsou Novopavlovsk vzdálený od Georgijevsku 24 kilometrů jihovýchodně a Miněralnyje Vody vzdálené 27 kilometrů západně.
Město je železničním uzlem – vedou odtud koleje do Miněralných Vod, Prochladného, Buďonnovsku a Nězlobnaji.

## Dějiny
Georgijevsk byl založen v roce 1777 jako pevnost na obranné linii Azov–Mozdok. Jméno je odvozeno od svatého Jiří. Roku 1783 byla ve městě uzavřena Georgijevská smlouva, kterou se kartlijsko-kachetské království stalo protektorátem ruského impéria. V roce 1786 se stal Georgijevsk městem a v letech 1802–1822 byl hlavním městem kavkazské gubernie.
Za druhé světové války v rámci bitvy o Kavkaz obsadila v srpnu 1942 Georgijevsk německá armáda a Rudá armáda jej dobyla zpět v lednu 1943.